# جيليب لا
جيليب لا أو (تكتب احيانا جيلاب): ممر جبلي عالي على ارتفاع 4,267 متر أو 13,999 قدم بين منطقة سيكيم الشرقية في الهند ومنطقة التبت ذاتية الحكم في الصين. تقع على الطريق الذي يربط لاسا إلى الهند. يبلغ طول التمريرة 46 مترا (151 قدما) وتقع بحيرة منميشو تحت ممر جيليب لا. "
على الجانب الهندي هناك طريقان إلى جيليب لا، واحدة من خلال غانتوك والآخر من خلال كاليمبونغ. مسار كاليمبونغ هو القديم الذي كان مسؤولا عن دفعة في الاقتصاد المحلي بسبب تداول الصوف والفراء في وقت مبكر من القرن الماضي. تم إغلاق الممر بعد الحرب الصينية الهندية في عام 1962. ويمر عبر مدن بيدونغ في شمال بنغال الغربية، رينوك، وكوبوب. الطريق من غانتوك يمر عبر مدن شيراثانغ، بالقرب بحيرة تشانغو وجنبا إلى جنب مع ناتولا ومن خلال كوبوب.
الطريق فيه الكثير من المناظر الطبيعية الخلابة من الغابات والردندرة التي تتفتح في الربيع. وتنتشر العديد من القرى في المنطقة المحيطة بها. على الجانب التبتي يمر الممر إلى وادي تشومبي في هضبة التبت.